# Mark Coulier
Mark Coulier (Leyland, 1964) è un truccatore britannico.

## Biografia
Considerato uno dei massimi specialisti del trucco prostetico, segue l'intera saga dei film di Harry Potter.  Nel 2011 conquista il primo Oscar e il BAFTA per il miglior trucco per The Iron Lady. Nel 2014 ottiene la seconda premiazione concessa dall'Academy e dalla giuria britannica per Grand Budapest Hotel.

## Filmografia

### Cinema
- Waxwork - Benvenuti al museo delle cere (Waxwork), regia di Anthony Hickox (1988)
- Hellbound: Hellraiser II - Prigionieri dell'Inferno (Hellbound: Hellraiser II), regia di Tony Randel (1989)
- Cabal, regia di Clive Barker (1990)
- Highlander II - Il ritorno (Highlander II: The Quickening), regia di Russell Mulcahy (1991)
- Waxwork 2 - Bentornati al museo delle cere (Waxwork II: Lost in Time), regia di Anthony Hickox (1992)
- Hellraiser III (Hellraiser III: Hell on Earth), regia di Anthony Hickox (1992)
- Candyman - Terrore dietro lo specchio (Candyman), regia di Bernard Rose (1992)
- Frankenstein di Mary Shelley (Mary Shelley's Frankenstein), regia di Kenneth Branagh (1994)
- I Flintstones (The Flintstones), regia di Brian Levant (1994)
- La storia infinita 3 (Die unendliche Geschichte 3 – Rettung aus Phantasien), regia di Peter MacDonald (1994)
- L'ussaro sul tetto (Le hussard sur le toit), regia di Jean-Paul Rappeneau (1995)
- Il quinto elemento (The Fifth Element), regia di Luc Besson (1997)
- Punto di non ritorno (Event Horizon), regia di Paul W. S. Anderson (1997)
- The Beach, regia di Danny Boyle (2000)
- Another Life, regia di Philip Goodhew (2001)
- La mummia - Il ritorno (The Mummy Returns), regia di Stephen Sommers (2001)
- Harry Potter e la pietra filosofale (Harry Potter and the Philosopher's Stone), regia di Chris Columbus (2001)
- Star Wars: Episodio II - L'attacco dei cloni (Star Wars: Episode II - Attack of the Clones), regia di George Lucas (2002)
- 3 Blind Mice, regia di Mathias Ledoux (2003)
- La leggenda degli uomini straordinari (The League of Extraordinary Gentlemen), regia di Stephen Norrington (2003)
- Alien vs. Predator (AVP: Alien vs. Predator), regia di Paul W. S. Anderson (2004)
- Harry Potter e il calice di fuoco (Harry Potter and the Goblet of Fire), regia di Mike Newell (2005)
- Sunshine, regia di Danny Boyle (2007)
- Harry Potter e l'Ordine della Fenice (Harry Potter and the Order of the Phoenix), regia di David Yates (2007)
- Harry Potter e il principe mezzosangue (Harry Potter and the Half-Blood Prince), regia di David Yates (2009)
- The Scouting Book for Boys, regia di Tom Harper (2009)
- Harry Potter e i Doni della Morte - Parte 1 (Harry Potter and the Deathly Hallows - Part 1), regia di David Yates (2010)
- Harry Potter e i Doni della Morte - Parte 2 (Harry Potter and the Deathly Hallows - Part 2), regia di David Yates (2011)
- Coriolanus, regia di Ralph Fiennes (2011)
- X-Men - L'inizio (X-Men: First Class), regia di Matthew Vaughn (2011)
- The Iron Lady, regia di Phyllida Lloyd (2011)
- Rush, regia di Ron Howard (2013)
- Confine, regia di Tobias Tobbell (2013)
- World War Z, regia di Marc Forster (2013)
- Mandela - La lunga strada verso la libertà (Mandela: Long Walk to Freedom), regia di Justin Chadwick (2013)
- Grand Budapest Hotel (The Grand Budapest Hotel), regia di Wes Anderson (2014)
- Dracula Untold, regia di Gary Shore (2014)
- Le lettere di Madre Teresa (The Letters), regia di William Riead (2014)
- La bottega degli errori (The Legend of Barney Thomson), regia di Robert Carlyle (2015)
- Heart of the Sea - Le origini di Moby Dick (In the Heart of the Sea), regia di Ron Howard (2015)
- Spectre, regia di Sam Mendes (2015)
- PPZ - Pride + Prejudice + Zombies (Pride and Prejudice and Zombies), regia di Burr Steers (2016)
- Zoolander 2, regia di Ben Stiller (2016)
- Now You See Me 2, regia di Jon M. Chu (2016)
- Missione Anthropoid, regia di Sean Ellis (2016)
- Baar Baar Dekho, regia di Nitya Mehra (2016)
- Animali fantastici e dove trovarli (Fantastic Beasts and Where to Find Them), regia di David Yates (2016)
- Castelli di sabbia (Sand Castle), regia di Fernando Coimbra (2017)
- Ogni tuo respiro (Breathe), regia di Andy Serkis (2017)
- American Assassin, regia di Michael Cuesta (2017)
- Ready Player One, regia di Steven Spielberg (2018)
- Jurassic World, regia di Colin Trevorrow (2018)
- Suspiria, regia di Luca Guadagnino (2018)
- Stanlio & Ollio (Stan & Ollie), regia di Jon S. Baird (2018)
- Bohemian Rhapsody, regia di Bryan Singer (2018)
- Put lidera. V epitsentre mira, regia di Aqan Sataev (2018)
- Black Mirror: Bandersnatch, regia di David Slade (2018)
- Yesterday, regia di Danny Boyle (2019)
- Pinocchio, regia di Matteo Garrone (2019)
- Borat - Seguito di film cinema (Borat Subsequent Moviefilm: Delivery of Prodigious Bribe to American Regime for Make Benefit Once Glorious Nation of Kazakhstan), regia di Jason Woliner (2020)
- Wonder Woman 1984, regia di Patty Jenkins (2020)
- Blood Red Sky, regia di Peter Thorwarth (2021)
- Elvis, regia di Baz Luhrmann (2022)
- The Loneliest Boy in the World, regia di Martin Owen (2022)
- Povere creature! (Poor Things), regia di Yorgos Lanthimos (2023)

### Televisione
- Frankenstein: The Real Story, regia di David Wickes - film TV (1992)
- Merlino (Merlin) - miniserie TV, 2 episodi (1998)
- Alice nel paese delle meraviglie (Alice in Wonderland), regia di Nick Willing - film TV (1999)
- Il principe delle favole (Arabian Nights) - miniserie TV, 2 episodi (2000)
- Giasone e gli Argonauti (Jason and the Argonauts) - miniserie TV, 2 episodi (2000)
- Stig of the Dump - miniserie TV, episodio 1x05 (2002)
- I figli di Dune (Children of Dune) - miniserie TV, 3 episodi (2003)
- Merlin - serie TV, 16 episodi (2008-2011)
- Demons - miniserie TV, 3 episodi (2009)
- Come Fly with Me - serie TV, 5 episodi (2010-2011)
- Saramandaia - serie TV, 57 episodi (2013)
- EastEnders - serie TV, 2 episodi (2014)
- Dublin Murders - serie TV, 3 episodi (2019)

## Riconoscimenti
- Premio Oscar
  - 2012 - Miglior trucco e acconciatura per The Iron Lady
  - 2015 - Miglior trucco e acconciatura per Grand Budapest Hotel
  - 2021 - Candidatura al miglior trucco e acconciatura per Pinocchio
  - 2023 - Candidatura al miglior trucco e acconciatura per Elvis
  - 2024 - Miglior trucco e acconciatura per Povere creature!
- Premio Emmy
  - 1998 - Miglior trucco in una miniserie o film per la televisione per Merlino
  - 2000 - Miglior trucco in una miniserie o film per la televisione per Il principe delle favole
  - 2000 - Candidatura al miglior trucco in una miniserie o film per la televisione per Giasone e gli Argonauti
- Premio BAFTA
  - 2012 - Miglior trucco e acconciatura per The Iron Lady
  - 2015 - Miglior trucco e acconciatura per Grand Budapest Hotel
  - 2019 - Candidatura al miglior trucco e acconciatura per Stanlio & Ollio
  - 2019 - Candidatura al miglior trucco e acconciatura per Bohemian Rhapsody
  - 2021 - Candidatura al miglior trucco e acconciatura per Pinocchio
  - 2023 - Candidatura al miglior trucco e acconciatura per Elvis
- David di Donatello
  - 2020 - Miglior truccatore per Pinocchio